# 완전 함자
호몰로지 대수학에서 완전 함자(完全函子, 영어: exact functor)는 두 아벨 범주 사이의, 짧은 완전열을 보존하는 함자이다.

## 정의
아벨 범주 {\displaystyle {\mathcal {C}}}와 {\displaystyle {\mathcal {D}}}가 주어졌다고 하자. 그렇다면, {\displaystyle {\mathcal {C}}}에서 {\displaystyle {\mathcal {D}}}로 가는 가법 함자(영어: additive functor)는 다음 성질을 만족시키는 함자 {\displaystyle F\colon {\mathcal {C}}\to {\mathcal {D}}}이다.
- (가법성) 모든 대상 {\displaystyle A,B\in {\mathcal {C}}}에 대하여, {\displaystyle F|_{\hom(A,B)}\colon \hom(A,B)\to \hom(F(A),F(B))}는 아벨 군의 군 준동형이다.

아벨 범주 {\displaystyle {\mathcal {C}}}와 {\displaystyle {\mathcal {D}}} 사이의 완전 함자는 다음 성질을 만족시키는 가법 함자 {\displaystyle F\colon {\mathcal {C}}\to {\mathcal {D}}}이다.
- (완전열의 보존) {\displaystyle {\mathcal {C}}} 속의 임의의 짧은 완전열 {\displaystyle 0\to A\to B\to \mathbb {C} \to 0}에 대하여, {\displaystyle 0\to F(A)\to F(B)\to F(C)\to 0}는 {\displaystyle {\mathcal {D}}} 속의 짧은 완전열을 이룬다.

아벨 범주 {\displaystyle {\mathcal {C}}}와 {\displaystyle {\mathcal {D}}} 사이의 가법 함자 {\displaystyle F\colon {\mathcal {C}}\to {\mathcal {D}}}에 대하여 다음 두 조건이 서로 동치이며, 이를 만족시키는 함자를 왼쪽 완전 함자(영어: left-exact functor)라고 한다.
- {\displaystyle {\mathcal {C}}} 속의 임의의 짧은 완전열 {\displaystyle 0\to A\to B\to C\to 0}에 대하여, {\displaystyle 0\to F(A)\to F(B)\to F(C)}는 {\displaystyle {\mathcal {D}}} 속의 완전열을 이룬다.
- {\displaystyle {\mathcal {C}}} 속의 임의의 완전열 {\displaystyle 0\to A\to B\to C}에 대하여, {\displaystyle 0\to F(A)\to F(B)\to F(C)}는 {\displaystyle {\mathcal {D}}} 속의 완전열을 이룬다.

아벨 범주 {\displaystyle {\mathcal {C}}}와 {\displaystyle {\mathcal {D}}} 사이의 가법 함자 {\displaystyle F\colon {\mathcal {C}}\to {\mathcal {D}}}에 대하여 다음 두 조건이 서로 동치이며, 이를 만족시키는 함자를 오른쪽 완전 함자(영어: right-exact functor)라고 한다.
- {\displaystyle {\mathcal {C}}} 속의 임의의 짧은 완전열 {\displaystyle 0\to A\to B\to C\to 0}에 대하여, {\displaystyle F(A)\to F(B)\to F(C)\to 0}는 {\displaystyle {\mathcal {D}}} 속의 완전열을 이룬다.
- {\displaystyle {\mathcal {C}}} 속의 임의의 완전열 {\displaystyle A\to B\to C\to 0}에 대하여, {\displaystyle F(A)\to F(B)\to F(C)\to 0}는 {\displaystyle {\mathcal {D}}} 속의 완전열을 이룬다.

## 예
아벨 범주의 동치는 항상 완전 함자이다.
아벨 범주 {\displaystyle {\mathcal {C}}}의 사영 대상 {\displaystyle P\in {\mathcal {C}}}가 주어지면,
{\displaystyle \hom(P,-)\colon {\mathcal {C}}\to \operatorname {Ab} }
는 완전 함자이다. 마찬가지로, 단사 대상 {\displaystyle I\in {\mathcal {C}}}가 주어지면,
{\displaystyle \hom(-,I)\colon {\mathcal {C}}\to \operatorname {Ab} ^{\operatorname {op} }}
는 완전 함자이다.
체 {\displaystyle K}에 대한 벡터 공간들의 범주 {\displaystyle K-\operatorname {Vect} }의 경우, 쌍대 공간
{\displaystyle V^{*}=\hom(V,K)}
은 완전 함자
{\displaystyle \hom(-,K)\colon K-\operatorname {Vect} \to K-\operatorname {Vect} ^{\operatorname {op} }}
를 정의한다.